# 기아 K 시리즈
기아 K 시리즈(Kia K Series)는 기아에서 생산하는 승용차 시리즈이다. K시리즈는 K2, K3, K4, K5, K7, K8, K9이 있다. 이 중 좌측 통행 버전이 있는 것은 K3가 유일하다.

## 목록
- K2[1] (기아 리오)
- K3 (기아 포르테, 기아 쎄라토)
- K4[1]
- K5 (기아 옵티마)
- K7 (기아 카덴자)
- K8
- K9 (기아 쿠오리스, 기아 K900)

## 같이 보기
- 기아 R 시리즈
- 현대 i 시리즈
- 르노코리아 SM 시리즈
- 르노코리아 QM 시리즈
- 쌍용 코란도 시리즈

1. 1 2 3 4  중국 전용